# Sông Thanh
Sông Thanh, tên khác Sông Đắk Peng, là một con sông đổ ra sông Vu Gia. Sông Thanh chảy qua các tỉnh Kon Tum và Quảng Nam, Việt Nam .
Sông có chiều dài 72 km và diện tích lưu vực là 552 km² .

## Dòng chảy
Sông bắt nguồn từ xã Đăk P'Lô huyện Đăk Glei tỉnh Kon Tum với tên sông Đắk Peng 15°18′25″B 107°40′15″Đ / 15,30694°B 107,67083°Đ.
Sông chảy về hướng tây bắc rồi bắc, sau chuyển hướng đông bắc 15°23′12″B 107°39′33″Đ / 15,38667°B 107,65917°Đ.
Đến xã Cà Dy huyện Nam Giang tỉnh Quảng Nam sông đổ ra sông Cái, tên sông Vu Gia ở vùng này.